# おつとめ
おつとめ（お勤め、御勤め）とは一般に「勤め」の丁寧な表現である。

## 派生した用法

### 夫婦間での性行為
この用法の場合、長年連れ添った夫婦間において、夫が妻に対して義務的に行うサービス的な性行為を意味する場合がある。

### おつとめ品
おつとめ品(Reduced)とは、マーケティングにおいて特別に安い値段で客に奉仕する商品。

### その他の用法
- 遊女の揚代。
- 有期の禁錮や懲役の期間。
- 盗みのことを盗賊仲間では「おつとめ」と言う。